# Клир (озеро, Орегон, округ Линн)
Клир — горное озеро в 138 километрах к северо-востоку от города Юджин, штат Орегон, США, в округе Линн. Оно состоит из двух основных частей, соединённых между собой узким проливом. 

## История
Озеро питается преимущественно снеговыми водами с близлежащей горы Вашингтон и прилегающих территорий. Вода проходит через систему пещер, где происходит её фильтрация, в течение более чем 20 лет, прежде чем попасть в озеро Клир. Также озеро получает воду из двух небольших ручьёв, которые могут пересыхать в зависимости от сезона, а также из источника Грейт-Спринг, который является истоком реки Маккензи.
Озеро Клир является истоком реки Маккензи, которая является единственным источником пресной воды для города Юджин. Южный конец озера Клир сбрасывает 57 миллионов литров в час в пороги White Water, которые затем текут через водопады Sahalie Falls и Koosah Falls в миле ниже по течению на противоположной стороне шоссе 126.

## Отдых
Сообщается, что озеро Клир является одним из самых уникальных мест для дайвинга в пресных водах штата Орегон. 
На глубине 30 метров в озере находятся вертикальные деревья, которые погибли около 3000 лет назад в результате вулканической активности, создавшей озеро. Деревья прекрасно сохранились благодаря круглогодичной температуре воды, которая колеблется от 2 до 6 градусов Цельсия.
Озеро окружено пешеходным маршрутом Clear Lake Loop Trail, который состоит из двух участков: Clear Lake Trail и McKenzie River Trail. Общая протяжённость маршрута составляет 8 километров.
Путеводитель по маршруту, подготовленный Willamette National Forest, содержит информацию о Clear Lake, соседнем лавовом поле и лесе.